# Пуговишников переулок
Пу́говишников переу́лок — небольшая улица в центре Москвы в Хамовниках между улицей Льва Толстого и Языковским переулком.

## Происхождение названия
Название (дано в начале XIX века) связано с фамилией домовладельца Василия Михайловича Пуговошникова. Купцы Пуговошниковы, проживавшие в районе Хамовников, упомянуты уже в 1725 году. Назывался также Пуговошников, Пуговичный, Пуговщинский переулок.

## Описание
Пуговишников переулок начинается от улицы Льва Толстого, проходит на юго-запад до Языковского переулка. Фактически является внутриквартальным проездом.

## Здания и сооружения
По нечётной стороне:
- № 7 — детский сад № 2164 (с ясельными группами);
- № 11 — Трансстроймонтаж;
- № 11, корпус 8 — кафе «Дубинушка»;

По чётной стороне: